# Miguel Bianconi
Miguel Bianconi (sinh ngày 14 tháng 5 năm 1992) là một cầu thủ bóng đá người Brasil.

## Sự nghiệp câu lạc bộ
Miguel Bianconi đã từng chơi cho Kamatamare Sanuki.